# Lullaby (The Cure)
Lullaby è un singolo del gruppo musicale britannico The Cure, pubblicato il 10 aprile 1989 come primo estratto dall'ottavo album in studio Disintegration.
Alla sua uscita, divenne il singolo di maggior successo per i Cure in patria, raggiungendo la quinta posizione in classifica; infatti, rimane l'unico loro singolo ad aver raggiunto la Top 5 in Gran Bretagna.

## Descrizione
Il significato recondito di Lullaby è stato oggetto di molte speculazioni da parte dei fan, che hanno voluto intravedere nel testo della canzone dei riferimenti alla dipendenza dalle droghe ed alla depressione, ma anche lo stesso Smith ha offerto diverse spiegazioni in merito all'origine e significato del brano. Tim Pope, collaboratore di lunga data dei Cure in molti altri videoclip, raccontò che Lullaby era, infatti, un'allegoria del passato da tossicodipendente del cantante Robert Smith. Altra interpretazione offerta da Smith, riporta invece che Lullaby, fosse una rappresentazione in musica dei suoi peggiori incubi (in particolare della sua fobia verso i ragni). L'ispirazione per la canzone venne a Robert Smith dai suoi ricordi d'infanzia ripensando alla ninna nanna "terrificante" che suo padre era solito cantargli quando non riusciva a dormire: «[Mio padre] ne tirava fuori sempre una. Avevano tutte un finale orribile. Erano cose del tipo "dormi adesso, bel bambino, o non ti sveglierai mai più... "».

## Video musicale
Il video musicale venne girato in uno studio di Londra. In esso vediamo Robert a letto in pigiama, in una sequenza onirica da incubo, mentre il resto della band interpreta dei soldatini di latta che appaiono di tanto in tanto per alcuni secondi durante il video. Il videoclip, dove Smith interpreta sia il mostruoso "uomo ragno" cannibale menzionato nel testo sia la sua presunta ed atterrita vittima, si conclude con Smith ingoiato da quello che sembra essere un ragno gigante.
Il video, diretto da Tim Pope e montato da Peter Goddard, vinse il premio come Best Video ai Brit Awards del 1990.

## Tracce
- La canzone venne remixata per la pubblicazione su singolo, in modo da darle un sound maggiormente elettronico.[senza fonte]

7"Fiction / FISC 29 (UK)
1. Lullaby (Remix) – 4:08
2. Babble – 4:16

7"Elektra / 7-69249 (US)
1. Lullaby (Remix)
2. Homesick (Live Version)

- Pubblicato anche su audiocassetta (9 46924-9)

12"Fiction / ficx 29 (UK)
1. Lullaby (Extended Remix)
2. Babble
3. Out of Mind

12"Elektra / 0 66664 (US)
1. Lullaby (Extended Remix)
2. Homesick (Live Version)
3. Untitled (Live Version)

CDFiction / ficcd 29 (UK)
1. Lullaby (Remix)
2. Babble
3. Out of Mind
4. Lullaby (Extended Remix)

CDElektra / 9 66664-2 (US)
1. Lullaby (Remix)
2. Lullaby (Extended Remix)
3. Homesick (Live Version)
4. Untitled (Live Version)

## Formazione
- Robert Smith – voce, basso a 6 corde, tastiera
- Simon Gallup – basso
- Porl Thompson – chitarra
- Boris Williams – batteria
- Roger O'Donnell – tastiere
- Lol Tolhurst – altri strumenti
- Mark Saunders – remix

## Classifiche
| Classifica (1989)         | Posizione massima |
| ------------------------- | ----------------- |
| Australia                 | 28                |
| Austria                   | 5                 |
| Belgio (Fiandre)          | 15                |
| Finlandia                 | 17                |
| Francia                   | 22                |
| Germania                  | 3                 |
| Irlanda                   | 3                 |
| Italia                    | 7                 |
| Norvegia                  | 5                 |
| Nuova Zelanda             | 7                 |
| Paesi Bassi               | 8                 |
| Regno Unito               | 5                 |
| Spagna                    | 4                 |
| Stati Uniti               | 74                |
| Stati Uniti (alternative) | 23                |
| Svizzera                  | 14                |

## Cover
Lullaby è stata reinterpretata dagli Editors sulla compilation Radio 1: Established 1967, e da Jimmy Page e Robert Plant nel loro tour del 1995 (con Porl Thompson come musicista di supporto). La versione degli Editors venne anche inclusa nella raccolta Pictures of You – a tribute to Godlike Geniuses The Cure, uscita come allegato alla rivista NME nel 2009.
Nell'album dei Faithless del 2006, To All New Arrivals, è inclusa una versione di Lullaby nella traccia Spiders, Crocodiles, and Kryptonite, con alla voce Robert Smith che registrò nuovamente la sua parte.

## Altri utilizzi
La canzone è stata campionata da vari artisti, inclusi Just Jack nel brano Snowflakes presente nel suo album del 2002 The Outer Marker, Rachel Stevens in All About Me sul disco del 2005 Come and Get It, Sono nella traccia Someday sull'album Panoramic View del 2007, e Motionless In White, nella canzone Black Damask (The Fog) (album Infamous del 2012). Inoltre è stata fatta oggetto di campionamenti da parte del rapper Akala nella canzone I Don't Know (album Freedom Lasso del 2007).

## Nella cultura di massa
La canzone è stata inserita in sottofondo nel trailer della serie televisiva The Secret Circle ed è inoltre stata inclusa nei programmi tv inglesi Misfits, Fresh Meat e Being Human.